# Allyson Schwartz
Allyson Young Schwartz, född 3 oktober 1948 i New York, är en amerikansk demokratisk politiker. Hon representerar delstaten Pennsylvanias 13:e distrikt i USA:s representanthus sedan 2005.
Schwartz avlade 1970 kandidatexamen vid Simmons College och 1972 masterexamen vid Bryn Mawr College. Hon arbetade 1975-1988 som chef för kliniken Elizabeth Blackwell Center i Philadelphia. Hon var ledamot av delstatens senat 1991-2004.
Schwartz förlorade mot kongressledamoten Ron Klink i demokraternas primärval inför senatsvalet 2000. Klink förlorade sedan själva valet till USA:s senat mot sittande senatorn Rick Santorum.
Kongressledamot Joe Hoeffel förlorade senatsvalet 2004 mot sittande senatorn Arlen Specter. Schwartz vann kongressvalet och efterträdde Hoeffel i representanthuset i januari 2005.